# And You and I
Az And You and I a Yes rockegyüttes Close to the Edge című albumának második száma. A dal tíz perc hosszú, és négy tételre van bontva.
Joss Whedon TV-producer és író a dal egyik sora után nevezte el „Mutant Enemy Productions”-nek produkciós cégét.

## A tételek

### I. Cord of Life
A dal néhány hanggal, leginkább természetes harmóniákkal nyit, amik felvezetik a későbbi fő dallamtémát egy 12 húros akusztikus gitár játékán keresztül, végül a dallam egy egyszerű, de szép akkordsorba formálódik a távoli orgona-akkordokon át. Belép és szólózik a – gyermekhangszer-hangzású – moog, a szóló (teljesen más hangszerelésben) prezentálja a következő rész fő dallamát. Az első vokális rész 1:40 körül kezdődik el. Az első sort („All Complete in the sight of seeds of life with you”) többször megismétlik a dal több pontján. 2:50 körül egy teljes váltás következik be, Anderson élesebb dallamot énekel, a háttérvokált részben ő maga szolgáltatja, részben pedig Chris Squire és Steve Howe más szövegváltozatokat használó, Leslie Speakeren keresztül felhangzó kísérődallama.

### II. Eclipse
Az Eclipse az And You and I leglassabb része, melyet Rick Wakeman epikus mellotron- és Minimoog-játéka jellemez. A szöveg az első tétel soraiból áll, ám a dallam eltérő (bár ugyanúgy hősies és kissé szomorú). Ez a tétel nem ismétlődik többet, és zenei előzménye sincs. Önmagában kifejezetten klasszikus zenei egységet alkot. Végül a 12 húros gitár vezeti át a dalt a The Preacher The Teacherbe

### III. The Preacher The Teacher
A harmadik tétel dallam- és szövegbeli felépítése nagyban hasonlít a The Cord of Life struktújárára, kis változtatások vehetőek észre köztük. A fő különbség Rick Wakeman gyors szintetizátorszólója a The Preacher The Teacherben. A tétel utolsó versszaka ismét a The Cord of Life sorait ismétli meg, de más sorrendben és teljesen más hangulatban.

### IV. Apocalypse
Az Apocalypse a dal legrövidebb része, mindössze 40 másodperc hosszú, négy sort tartalmaz:
And you and I climb, crossing the shapes of the morning.

And you and I reach over the sun for the river.

And you and I climb, clearer, towards the movement.

And you and I called over valleys of endless seas.

## A dalszöveg
Az And You And I szövegvilága nem szokatlan a Yestől, mivel szerelemről, vallásfilozófiáról, és többek között az emberi egyenlőségről szól – csakúgy mint a Close To The Edge és a Yes következő lemezei. Koncepciója mégis egyszerűbb, mint a Yes következő két albumának, a Tales from Topographic Oceansnek és a Relayernek a szövegei.
Az „As the Foundation left to create the spiral aim” szövegrészlet kis utalás Isaac Asimov Alapítvány–Birodalom–Robot regényciklusára.
Mondanivalója Kahlil Gibran: A Próféta című könyvén alapul, mint az Apocalipse, többek között, ám ugyanerről volt már szó a korábbi Time And A Word albumán is (egyebek mellett a The Prophet); de felbukkan a szövegben itt-ott Luther Márton, a The Preacher The Teacherben (csakúgy mint a lemez többi darabjában, a Siberian Khatruban és a Close To The Edgeben), egyértelmű utalások formájában, az evangélikus egyház és a protestantizmus nagy tanítójára.
A nyitó dal (Close To The Edge) leginkább Hermann Hesse: Siddhartha (Buddha-regényén), a középső szám (And You And I) Kahlil Gibran: A Próféta líráján, a befejező szerzemény (Siberian Khatru) Luther Márton kiáltványán (tételein és írásain) alapul.

## Kislemezek
| Év   | Kislemez                                                          | Régió      | Formátum |
| ---- | ----------------------------------------------------------------- | ---------- | -------- |
| 1972 | And You And I (1. rész) / And You And I (2. rész)                 | US, HO, PO | 7 vinyl  |
| 1972 | And You And I (Szerkesztett verzió) / And You And I (Mono verzió) | US         | ?        |
| 1973 | And You And I / And You And I                                     | GE, BR, JP | ?        |
| 1974 | And You And I / Roundabout                                        | UK, GE, YU | 7 vinyl  |

## Egyéb kiadványokon
- Yessongs
- Keys to Ascension
- Keys to Ascension 2
- House of Yes: Live from House of Blues
- Classic Yes
- The Masterworks
- The Best of Yes
- Yes-Today
- Roundabout: The Best of Yes Live
- The Ultimate Yes: 35th Anniversary Collection
- YesFamily – Owner Of A Lonely Heart
- Topography
- The Solid Gold Collection
- The Definitive Rock Collection
- Yesyears
- Essentially Yes
- Yes: Live – 1975 at Q.P.R.
- Keys To Ascension (video)
- Symphonic Live
- YesSpeak
- 35th Anniversary Edition: YesSpeak/Yes Acoustic
- Songs from Tsongas: 35th Anniversary Concert
- Live at Montreux 2003
- An Evening of Yes Music Plus (ABWH)
- The Best Of South America (Jon Anderson)
- The Mother's Day Concert (Jon Anderson)
- Binaural In Boston (Jon Anderson)
- The Piano Album (Rick Wakeman)
- Simply Acoustic – The Music (Rick Wakeman)
- Rick Wakeman Live In Concert 2000 (Rick Wakeman)
- Simply Acoustic (Rick Wakeman)
- The Piano Tour Live (Rick Wakeman)
- An Evening With Rick Wakeman (Rick Wakeman)

## Közreműködő zenészek
- Jon Anderson – ének
- Chris Squire – basszusgitár, ének
- Steve Howe – gitár, ének
- Rick Wakeman – szintetizátor, billentyűs hangszerek
- Bill Bruford – dob, ritmushangszerek (a koncerteken Alan White – dob, ritmushangszerek)